# 胡格利县

胡格利县在西孟加拉邦的位置

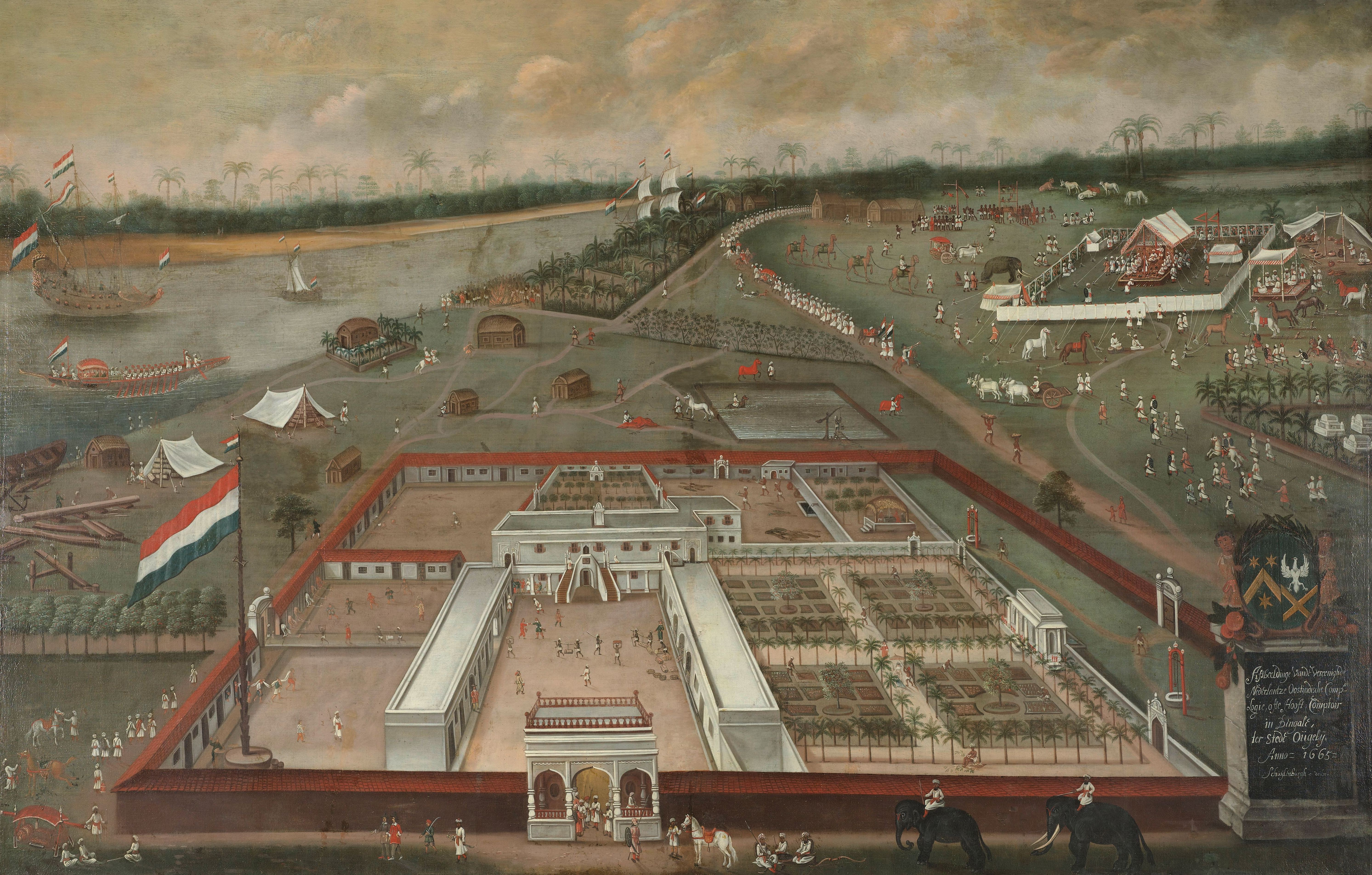
1680年於荷蘭東印度公司胡格利區的軍事基地

胡格利县（Hooghly district）是印度東部西孟加拉邦的古城，原下孟加拉的首府，以胡格利河命名。後來因為英國殖民政府發展加爾各答新市鎮，胡格利漸漸被荒廢。人口5,519,145（2011年）。
22°54′N 88°23′E / 22.9°N 88.39°E